# میکائیل بوشر
میکائیل بوشر (انگلیسی: Mickaël Buscher؛ زادهٔ ۱۱ ژانویهٔ ۱۹۸۷) بازیکن فوتبال اهل فرانسه است.
از باشگاه‌هایی که در آن بازی کرده‌است می‌توان به باشگاه فوتبال بالمرسی، باشگاه فوتبال حمام الانف، باشگاه فوتبال گریمزبی تاون، باشگاه فوتبال نیس، و باشگاه فوتبال بنزرتی اشاره کرد.
وی همچنین در تیم‌های ملی فوتبال France national youth football team بازی کرده‌است.